# دومین مراسم گلدن گلوب
دومین مراسم گلدن گلوب برای ارج نهادن به بهترین فیلم و شوی تلویزیونی ۱۹۴۴ در ژانویه سال ۱۹۴۵ در هتل بورلی هیلز لوس‌آنجلس کالیفرنیا برگزار شد. این برای اولین بار است که مراسم گلدن گلوب در هتل بورلی هیلز برگزار می‌شود.
در دومین گلدن گلوب از چهار بازیگر برنده شده فقط اگنس مورهد اهل آمریکا بود، بقیه اهل کشورهای کانادا، سوئد و ایرلند بودن. الکساندر ناکس اولین کانادایی هست که برنده بهترین بازیگر مرد گلدن گلوب شده‌است. همچنین اینگرید برگمن اولین بازیگری از سوئد هست که توانست در دومین مراسم گلدن گلوب گوی زرین را تصاحب کند و اولین ایرلندی که توانست گلدن گلوب را برنده شود بری فیتزجرالد بود.

## برندگان
دومین جوایز گلدن گلوب در 16 آوریل 1945 در طی یک شام در اتاق تراس هتل بورلی هیلز اهدا شد. بورلی هیلز، کالیفرنیا. بادی دسیلوا جایزه گلدن گلوب بهترین فیلم – درام جایزه را دریافت کرد.

### جایزه گلدن گلوب بهترین فیلم – درام
- به راه خود می‌روم به کارگردانی لئو مک‌کری

### جایزه گلدن گلوب بهترین بازیگر مرد – فیلم درام
- الکساندر ناکس – ویلسون

### جایزه گلدن گلوب بهترین بازیگر زن – فیلم درام
- اینگرید برگمن – چراغ گاز

### جایزه گلدن گلوب بهترین بازیگر نقش مکمل مرد
- بری فیتزجرالد – رفتن به راه من

### جایزه گلدن گلوب بهترین بازیگر نقش مکمل زن
- اگنس مورهد – خانم پارکینگتون

### جایزه گلدن گلوب بهترین کارگردانی
- لئو مک‌کری – رفتن به راه من